# Crepis subscaposa
Crepis subscaposa là một loài thực vật có hoa trong họ Cúc. Loài này được Collett & Hemsl. mô tả khoa học đầu tiên năm 1890.